# Julija Sotnikova
Julija Vladimirovna Sotnikova (in russo Юлия Владимировна Сотникова?; Volgograd, 18 novembre 1970) è un'ex velocista russa.
In campo internazionale il suo risultato più prestigioso è stata la vittoria della medaglia di bronzo con la staffetta 4×400 metri ai Giochi olimpici di Sydney 2000 insieme a Natal'ja Nazarova, Svetlana Gončarenko, Ol'ga Kotljarova e Irina Privalova.
In carriera, e sempre in staffetta, vanta anche l'argento ai mondiali di Göteborg del 1995, l'oro ai mondiali indoor di Lisbona del 2001 e agli europei indoor di Gand del 2000, in cui collaborò al nuovo record dei campionati.

## Progressione

### 400 metri piani outdoor
| Stagione | Risultato | Luogo     | Data      | Rank. Mond. |
| -------- | --------- | --------- | --------- | ----------- |
| 2005     | 52"49     | Soči      | 26-5-2005 | 121°        |
| 2004     | 52"32     | Tula      | 29-7-2004 | 117°        |
| 2003     | 51"54     | Tula      | 7-8-2003  | 36°         |
| 2002     | 51"82     | Čeboksary | 12-7-2002 | 47°         |
| 2001     | 51"00     | Tula      | 9-6-2001  | 21°         |
| 2000     | 50"73     | Tula      | 24-7-2000 | -           |
| 1999     | 52"49     | Tula      | 19-7-1999 | -           |
| 1996     | 51"17     | Padova    | 7-7-1996  | -           |
| 1995     | 51"39     | Göteborg  | 5-8-1995  | -           |

### 400 metri piani indoor
| Stagione | Risultato | Luogo     | Data      | Rank. Mond. |
| -------- | --------- | --------- | --------- | ----------- |
| 2004/05  | 54"89     | Volgograd | 10-2-2005 | 160°        |
| 2003/04  | 52"88     | Mosca     | 17-2-2004 | 42°         |
| 2002/03  | 54"41     | Mosca     | 25-2-2003 | 120°        |
| 2001/02  | 54"44     | Volgograd | 12-2-2002 | 100°        |
| 2000/01  | 52"13     | Mosca     | 17-2-2001 | -           |
| 1999/00  | 52"92     | Mosca     | 21-1-2000 | -           |
| 1998/99  | 52"97     | Mosca     | 22-1-1999 | -           |
| 1996/97  | 53"60     | Mosca     | 23-1-1997 | -           |
| 1995/96  | 52"91     | Torino    | 17-2-1996 | -           |

## Palmarès
| Anno | Manifestazione  | Sede     | Evento  | Risultato | Prestazione | Note                  |
| ---- | --------------- | -------- | ------- | --------- | ----------- | --------------------- |
| 1995 | Mondiali        | Göteborg | 4×400 m | Argento   | 3'23"98     | Record dei campionati |
| 2000 | Europei indoor  | Gand     | 4×400 m | Oro       | 3'32"53     |                       |
| 2000 | Giochi olimpici | Sydney   | 4×400 m | Bronzo    | 3'23"46     |                       |
| 2001 | Mondiali indoor | Lisbona  | 4×400 m | Oro       | 3'30"00     |                       |

## Altre competizioni internazionali
1995
- Coppa Europa di atletica leggera ( Villeneuve d'Ascq)

2000
- Coppa Europa di atletica leggera ( Gateshead)